# Ctenolucius hujeta
A hujeta (Ctenolucius hujeta) é uma espécie de peixe do gênero Ctenolucius e da família Ctenoluciidae. 
Embora bastante pequeno, este peixe é um predador bentónico de espécies de menor tamanho nos rios onde vive. Quando desova produz 1000 a 3000 ovos, que ficam dispersos e não guardados. Esta espécie possui corpo alongado, nadadeira dorsal bastante recuada com uma bolsa adiposa. Os machos são mais pequenos e esguios que as fêmeas. No entanto, têm uma grande nadadeira anal de margem franjada, enquanto nas fêmeas ela é pequena e lisa.